# Moraea debilis
Moraea debilis är en irisväxtart som beskrevs av Peter Goldblatt. Moraea debilis ingår i släktet Moraea och familjen irisväxter. Inga underarter finns listade i Catalogue of Life.